# Adí ibn Hàtim
Adí ibn Hàtim   (Hail, 572 - Aràbia, 687 ↔ 688) fou un company del profeta Muhàmmad i un líder de la tribu àrab de Tayy i un dels companys de Mahoma . Era fill del poeta Hatim al-Tai. Adi va romandre antagònic a l'islam durant uns vint anys fins que es va convertir a l'islam  el 630 (9è any de l'Hègira).
Adi va dir que abans de rebre les predicacions de Mahoma practicava la Rakusiyya, una secta sincrètica que s'adheria als ensenyaments del cristianisme i del judaisme, o una barreja sincrètica de cristianisme i religió sabea.
Clément Huart ha teoritzat que aquesta secta estava vinculada al maniqueisme a causa de la seva naturalesa sincrètica. Segons Khalid Basalamah, la secta era considerada herètica per l'Església Ortodoxa Oriental oficial de l'Imperi Bizantí, per la qual cosa Adi la practicava en secret, per por de ser perseguida per part del seu senyor bizantí.
Era cristià i fill del poeta Hàtim at-Taí. Per conservar la direcció de la seva tribu es va fer musulmà el 630. El 632, en morir Muhàmmad, no va voler fer apostasia com altres caps de tribus. Va participar en la guerra de conquesta d'Iraq i va rebre Al-Rawha, prop de l'actual Bagdad. El 656 va lluitar al costat d'Alí ibn Abi-Tàlib en la batalla del Camell, on va perdre un ull; en la batalla de Siffin van morir els seus tres fills. Després va romandre a Kufa, i va continuar sent alida, tot protegint els perseguits pel governador Ziyad ibn Abi-Sufyan.
Després de convertir-se a l'islam, es va unir a l'exèrcit islàmic en l'època del califa Abu Bakr. Va ser un comandant de l'exèrcit islàmic enviat a envair l'Iraq sota el comandament de Khalid ibn al-Walid.
Va morir el 687 o 688.